# Szonettkoszorú
A szonettkoszorú szigorú verstani szabályok szerint, költők által megalkotott szonettciklus, amely az itáliai reneszánsznak a poétikai formája volt. A szonettkoszorút (angolul: crown of sonnets, németül: sonettenkranz, olaszul: sonetti a corona) a lírai tökély műformájának tartja a szakirodalom. Utolsó darabja - egyúttal a "koszorú" alapja és tartóoszlopa - az úgynevezett mesterszonett. A mesterszonett belső szövegösszetartó erejével, letisztult képeivel, összegzi a teljes költői műalkotás utolsó szonettjét megelőző tizennégy szonett lírai képeit, mondanivalóját, azaz a koszorú egészének tökéletes összhangját valósítja meg. Az alapszonettek között összekötő kapocs az, hogy mindegyik szonett első sora a megelőző szonett utolsó sorának megismétlése. A szonettkoszorú szabályrendszerét egyfajta áramló összefűzés, az önmagába visszatérő motívum alkotja: az első tizenhárom szonettnél az utolsó sor megismétlődik a következő szonett első soraként, a tizennegyedik szonett pedig az első szonett első sorával zárul. Végül a tizennégy szonett kezdő és utolsó soraiból áll eggyé a tizenötödik szonett, a mesterszonett. A szigorú kompozíciós szabályok szerint megalkotott lírai költeményt záró mesterszonett a teljes költői mű leglényegesebb mondanivalóját foglalja össze.
A második világháborúig József Attila 1923-ban írott szonettkoszorúja, A Kozmosz éneke címmel volt a magyar költészetben írott egyetlen szonettkoszorú, és azóta is csak néhány ilyen formában írt alkotás született. Magyar nyelven többek között Székely János, Tűz Tamás, Thinsz Géza, Lászlóffy Csaba, Markó Béla, Balla D. Károly, Károly György, Góg János, Erdődy Ferenc alkotott szonettkoszorúkat. Tradicionális, klasszikus szonettkoszorú pl. Markó Béla Költők koszorúja című költeménye, ill. Góg János: Szonettek kedveseimnek című alkotása ISBN 963 8013 30 3, valamint Erdődy Ferenc: Némaság felel – választ ne remélj című költeménye. Néhány újabb szonettkoszorút köszönhetünk Bognár Stefánia és Vesztergom Andrea költők művei között is (utóbbi főként angol költők szonettjeit „koszorúzta” meg).
I. A szonettkoszorú tizenöt szonett sorozata, amelynek kompozíciós szabályai a következők:
(a) Az első tizenhárom szonett utolsó sora megismétlődik a következő szonett első soraként, és a tizennegyedik szonett utolsó sora azonos az első szonett első sorával;
(b) Az utolsó szonett (az ún. mesterszonett) az előző tizennégy szonett – a szonettek sorrendjében összeállított – kezdősoraiból áll. Ez a szonettkoszorú leírásának szokásos módja.
II. De a mesterszonettet is lehet a leírás alapjának tekinteni (ez a megközelítés a mesterszonettnek a mű egészében betöltött központi szerepét hangsúlyozza)
(a) Egy – itt mesterszonettnek nevezett – szonett minden sorához egy másik szonett (alapszonett) kapcsolódik, s ezek a mesterszonett sorainak sorrendjében megelőzik a mesterszonettet.
(b) Az alapszonettek közti összekötő kapocs az, hogy mindegyikük első sora a megelőző utolsó sorának ismétlése. Az első szonett első sora azonos a tizennegyedik szonett utolsó sorával, s így kör alakban kapcsolódnak össze.
A Magyar Rádió Irodalmi Osztályának felkérésére 1998-ban, a magyar költészet napját tizennégy magyar költő (Bella István, Beney Zsuzsa, Borbély Szilárd, Ferencz Győző, Géher István, Kalász Márton, Kántor Péter, Kodolányi Gyula, Lászlóffy Aladár, Parti Nagy Lajos, Takács Zsuzsa, Tőzsér Árpád, Varró Dániel, Balla Zsófia), úgy ünnepelte, hogy közösen írtak egy-egy szonettet és megkoszorúzták  Weöres Sándor Hála-áldozat című szonettjét, a mindannyiuknak megadott két-két sorából.